# Yoper
Yoper Linux (Your Operating System - El teu Sistema Operatiu) va ser una distribució de Linux per PCs amb i686 (Pentium Pro) o microprocessadors posteriors. Pot utilitzar-se tant per a escriptori com per a servidor. A més incorpora eines de reconeixement de maquinari automàtic basats en Knoppix. La característica diferenciadora d'aquesta distribució és un joc d'optimitzacions personalitzades amb l'objectiu de ser "la distribució més ràpida de sèrie " (fastest out-of-the-box distribution).
Aquest projecte va ser originalment fundat per Andreas Girardet i actualment és mantingut per l'equip de Yoper amb Tobias Gerschner al capdavant. La distribució ha estat construïda des de zero, característica que la diferència de la gran majoria de distribucions que es basen en Debian, Xarxa Hat i altres distribucions.
Yoper és també una companyia establerta a Auckland, Nova Zelanda la qual desenvolupa i embeni Yoper Linux. També fa consultoria i migracions d'UNIX en general així com desenvolupa activitats com a proveïdors de servei d'internet (ISP) i seguretat.[cita 